# Strangalia gracilis
Strangalia gracilis är en skalbaggsart som beskrevs av J. Linsley Gressitt 1935. Strangalia gracilis ingår i släktet Strangalia och familjen långhorningar. Inga underarter finns listade i Catalogue of Life.